# Cleomestra
En la mitología griega, Cleomestra era una princesa troyana hija del rey Tros y, probablemente, de Calírroe, hija del dios del río Escamandro, o de Acalaris, hija de Eumedes. Fue hermana de Ilo, Asáraco, Ganimedes y, posiblemente, de Cleopatra.
Cleomestra se convirtió en la madre de Asáraco, Antenor y quizá de Alcátoo, cuyo padre era Esietes. Cleomestra y Cleopatra, como hijas de Tros, son probablemente la misma persona.